# Martin Dejdar
Martin Dejdar (Vysoké Mýto, 11 marzo 1965) è un attore, conduttore televisivo e doppiatore ceco.

## Biografia
Dejdar è nato a Vysoké Mýto, ma è cresciuto a Chrast e lui stesso si ritiene nativo della città. Si è laureato presso Divadelní fakulta Akademie múzických umění v Praze. Dal suo debutto, avvenuto nel 1979 vanta più di cento ruoli in produzioni cinematografiche e televisive.
È anche un attore teatrale, interprete di numerose opere di William Shakespeare.

## Filmografia

### Cinema
- Perché(Proč?)  - regia di Karel Smyczek (1987)
- Sakalrí léta - regia di Jan Hřebejk (1993)
- Učitel tance - regia di Jaromil Jireš (1995)
- The Manor - La dimora del crimine (The Manor), regia di Ken Berris (1999)

### Televisione
- La piovra 6 - L'ultimo segreto - serie TV (1992-1993)

### Doppiaggio
- Bart Simpson in I Simpson
- Stuart Little in Stuart Little - Un topolino in gamba
- Ortone in Ortone e il mondo dei Chi
- Reggie in Free Birds - Tacchini in fuga
- Re Luigi in Il libro della giungla

## Doppiatori italiani
Nelle versioni in italiano delle opere in cui ha recitato, Martin Dejdar è stato doppiato da:
- Roberto Certomà in The Manor - La dimora del crimine

## Riconoscimenti
- Leone Ceco come miglior attore in Učitel tance (1995)